# Kiączyn
Kiączyn – wieś w Polsce położona w województwie wielkopolskim, w powiecie szamotulskim, w gminie Kaźmierz.
Wieś szlachecka Kijanczyno położona była w 1580 roku w powiecie poznańskim województwa poznańskiego. W latach 1975–1998 miejscowość administracyjnie należała do województwa poznańskiego. Znajduje się tam dwór rodziny Łubieńskich oraz zakład produkcji trawy rolkowej.

## Urodzeni w Kiączynie
- Bogusław Łubieński – polski ziemianin, powstaniec wielkopolski, działacz gospodarczy, polityk, poseł na Sejm w II RP[5].
- Anna Łubieńska – polska działaczka społeczna i oświatowa. Uczestniczyła w przygotowaniach plebiscytu na Warmii i Mazurach i na Górnym Śląsku. Była delegatką na Polski Sejm Dzielnicowy[6].